# プッタモントン郡
座標: 北緯13度48分7秒 東経100度19分18秒 / 北緯13.80194度 東経100.32167度
プッタモントン郡（プッタモントンぐん）はタイ中部・ナコーンパトム県にある郡（アムプー）。

## 名前
プッタモントンとは「仏陀の曼荼羅」、「仏陀の円」という意味であり、郡内にある同名の公園から取られている。

## 歴史
1991年にナコーンチャイシー郡から分離した。マヒドン大学サーラーヤー・キャンパスがあるほか、プッタモントン公園がある。

## 地理
ターチーン川の形成した平地にある。

## 経済
郡内の主な産業は農業で、名産物はザボンやヤシである。

## 行政区分
ナコーンパトムには3つのタムボンがあり、その下位に18の村（ムーバーン）が存在する。テーサバーンタムボンが一つ郡内に設置されている。そのテーサバーンタムボン・サーラーヤーはタムボン・サーラーヤーを中心に展開する。また各タムボンにはタムボン自治体が設置されている。
1. タムボン・サーラーヤー・・・ตำบลศาลายา
2. タムボン・クローンヨーン・・・ตำบลคลองโยง
3. タムボン・マハーサワット・・・ตำบลมหาสวัสดิ์